# Atzbach
Atzbach osztrák község Felső-Ausztria Vöcklabrucki járásában. 2018 januárjában 1196 lakosa volt.

## Elhelyezkedése

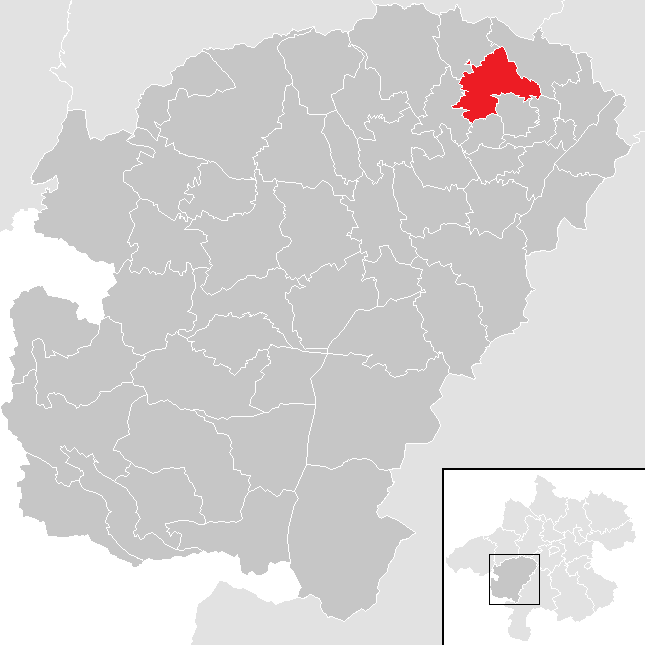
Atzbach a Vöcklabrucki járásban

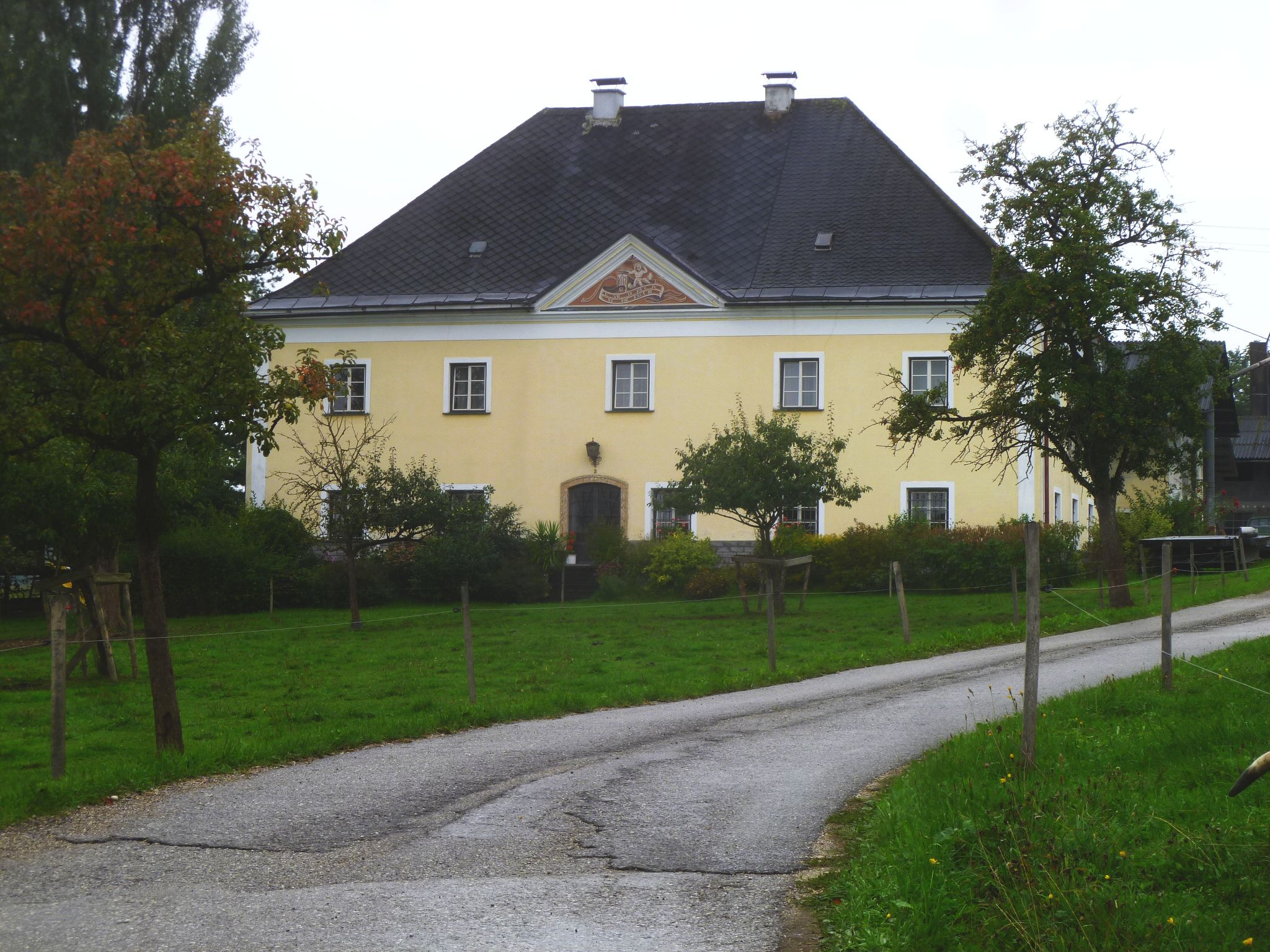
A katzenbergi kastély

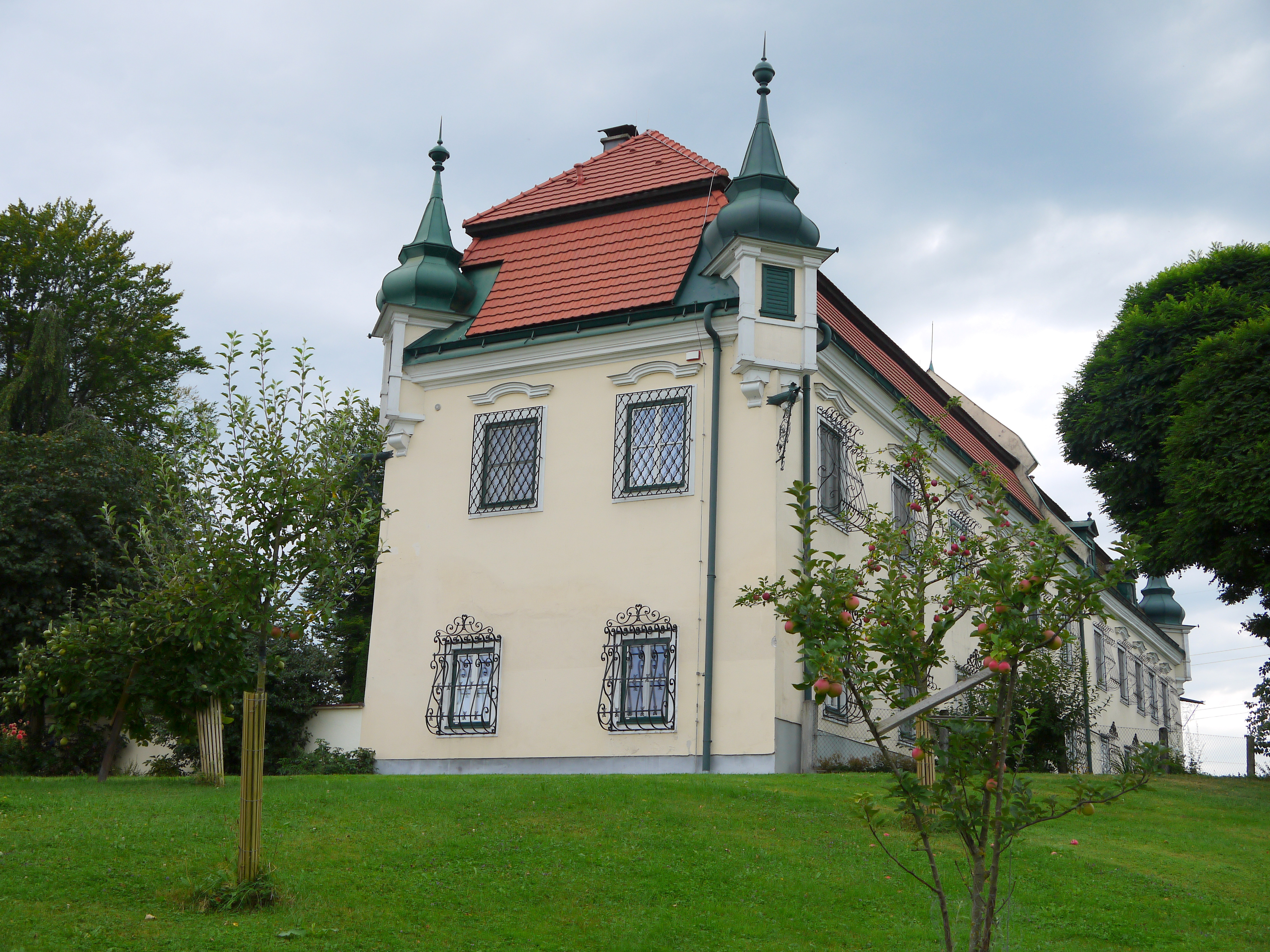
Az aigeni kastély

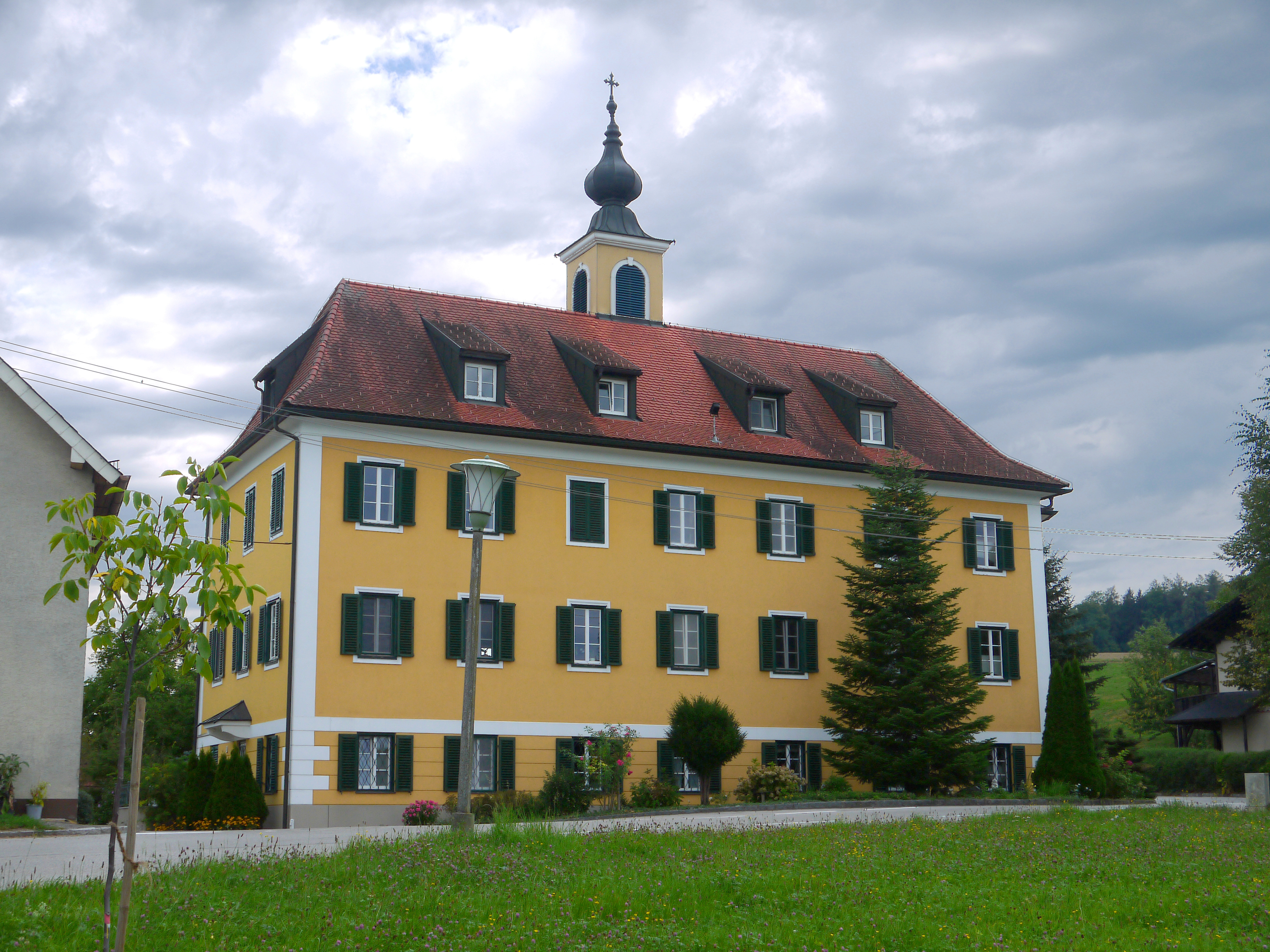
A köppachi kastély

Atzbach Felső-Ausztria Hausruckviertel régiójában fekszik a Mitterbach folyó mentén. Területének 11,3%-a erdő, 78,2% áll mezőgazdasági művelés alatt. Az önkormányzat 21 falut és településrészt egyesít: Aigen (34 lakos 2018-ban), Atzbach (457), Baumgarting (87), Breitwiesen (9), Enzelsberg (19), Freundling (48), Gneisting (37), Hippelsberg (50), Katzenberg (42), Köppach (63), Lameckberg (20), Oberapping (12), Oberholzham (20), Point (14), Reichering (38), Ritzling (52), Schnötzing (30), Seiring (12), Staudach (37), Unterapping (44) és Weigensam (71).
A környező önkormányzatok: északkeletre Niederthalheim, délkeletre Oberndorf bei Schwanenstadt és Pitzenberg, délre Rutzenham, délnyugatra Manning, északnyugatra Wolfsegg am Hausruck. 

## Története
Atzbach területe eredetileg a Bajor Hercegség keleti határvidékén feküdt, a 12. században került át Ausztriához. Az Osztrák Hercegség 1490-es felosztásakor az Enns fölötti Ausztria része lett. 
A napóleoni háborúk során a falut több alkalommal megszállták.
A köztársaság 1918-as megalakulásakor Atzbachot Felső-Ausztria tartományhoz sorolták. Miután Ausztria 1938-ban csatlakozott a Német Birodalomhoz, az Oberdonaui gau része lett; a második világháború után visszakerült Felső-Ausztriához.

## Lakossága
Az atzbachi önkormányzat területén 2018 januárjában 1196 fő élt. A lakosságszám 2001 óta gyarapodó tendenciát mutat. 2016-ban a helybeliek 94,3%-a volt osztrák állampolgár; a külföldiek közül 1,3% a régi (2004 előtti), 3,5% az új EU-tagállamokból érkezett. 2001-ben a lakosok 92,2%-a római katolikusnak, 2,7% evangélikusnak, 1,9% pedig felekezeten kívülinek vallotta magát. 

## Látnivalók
- a Szűz Mária születése plébániatemplom
- a köppachi kastély
- az aigeni kastély
- a katzenbergi kastély
- a köppachi kápolna

## Fordítás
- Ez a szócikk részben vagy egészben  az   Atzbach (Oberösterreich) című német Wikipédia-szócikk ezen változatának fordításán alapul.  Az eredeti cikk szerkesztőit annak laptörténete sorolja fel. Ez a jelzés csupán a megfogalmazás eredetét és a szerzői jogokat jelzi, nem szolgál a cikkben szereplő információk forrásmegjelöléseként.